# Mario Beccaria
Mario Beccaria (Sant'Angelo Lodigiano, 18 de juny de 1920 - 22 de novembre de 2003) és un polític italià de la Democràcia Cristiana que ha desenvolupat els càrrecs de batlle municipal de la seva ciutat entre el 1960 i el 1964 i de diputat entre els anys 1968 i 1972 i entre 1972 i 1976. En el seu mandat parlamentari, fou secretari de la IX Comissió (obras públicas).
Va ser un amant de la música en general: de fet, en els anys 50 va formar part de la junta directiva de l'organització benèfica Amundis, que tenia la tasca de donar valor als cantants i músics locals.
Després de la seva mort, a Sant'Angelo Lodigiano s'ha dedicat a un carrer.;